# Коробицкая, Мария Андреевна
Мари́я Андре́евна Короби́цкая (род. 10 мая 1990, Фрунзе) — киргизская легкоатлетка, специалистка по бегу на длинные дистанции и марафону. Выступала на профессиональном уровне в 2010-х годах, победительница и призёрка ряда крупных международных стартов на шоссе, участница летних Олимпийских игр в Рио-де-Жанейро.

## Биография
Мария Коробицкая родилась 10 мая 1990 года в городе Фрунзе Киргизской ССР.
Училась в школе № 56 в Бишкеке, в 2012 году по специальности «лёгкая атлетика» окончила педагогический факультет Кыргызского государственного института физической культуры. Занималась лёгкой атлетикой под руководством заслуженного тренера Киргизии Виктора Фёдоровича Борисова.
Дебютировала на марафонской дистанции в сезоне 2012 года, когда с результатом 2:49:41 финишировала девятой на Гонконгском марафоне. Тогда же успешно выступила на нескольких коммерческих стартах в США, в частности выиграла марафон в Джэксонвилле (2:43:23).
В 2013 году была 14-й на марафоне в Гонконге (2:45:22) и 11-й на марафоне в Ланьчжоу (2:57:59).
В сентябре 2015 года с результатом 2:38:35 стала третьей на Сибирском международном марафоне.
В 2016 году в составе киргизской национальной сборной выступила на чемпионате мира по полумарафону в Кардиффе, преодолела дистанцию за 1:14:46 и заняла итоговое 46-е место. Выполнив олимпийский квалификационный норматив (2:45:00), благополучно прошла отбор на летние Олимпийские игры в Рио-де-Жанейро — в программе марафона на финише показала результат 2:47:53, расположившись в итоговом протоколе соревнований на 94-й строке.
После Олимпиады в Рио Коробицкая осталась действующей спортсменкой и продолжила принимать участие в крупных международных стартах на шоссе. Так, в 2017 году она была 11-й на Пражском марафоне (2:43:07), одержала победу на домашнем марафоне в Иссык-Куле (2:56:43), на полумарафонах в Караганде и Бишкеке, финишировала четвёртой на Астанинском марафоне (2:43:54) и пятой на чемпионате Азии по марафону в Дунгуане (2:34:50).
В 2019 году бежала марафон на чемпионате мира в Дохе, но в условиях сильной жары сошла с дистанции, тогда как в рамках Амстердамского марафона обновила свой личный рекорд — 2:30:40.
В 2020 году с результатом 2:26:42 выиграла Ташкентский международный марафон  и тем самым выполнила квалификационный норматив для участия в Олимпийских играх в Токио (2:29:30).
За выдающиеся спортивные достижения удостоена почётного звания «Мастер спорта Кыргызской Республики международного класса».